# Saint-Berthevin
Saint-Berthevin település Franciaországban, Mayenne megyében. Lakosainak száma 7384 fő (2022. január 1.). Saint-Berthevin Le Genest-Saint-Isle, Ahuillé, Changé, Laval, Loiron-Ruillé és Montigné-le-Brillant községekkel határos.

## Népesség
A település népessége az elmúlt években az alábbi módon változott:
| Lakosok száma | 2289 | 5624 | 6382 | 6889 | 7331 | 7366 | 7344 | 7353 | 7381 | 7384 |
|               | 1968 | 1982 | 1990 | 2006 | 2013 | 2015 | 2017 | 2019 | 2020 | 2022 |